# Hrvace
Hrvace är ett samhälle i Kroatien.   Det ligger i länet Dalmatien, i den sydöstra delen av landet, 230 km söder om huvudstaden Zagreb. Hrvace ligger 357 meter över havet och antalet invånare är 1 645.
Terrängen runt Hrvace är huvudsakligen kuperad, men åt sydost är den platt. Runt Hrvace är det mycket glesbefolkat, med 5 invånare per kvadratkilometer. Närmaste större samhälle är Sinj, 6,9 km söder om Hrvace. Omgivningarna runt Hrvace är en mosaik av jordbruksmark och naturlig växtlighet.